# اتفاق وقف إطلاق النار في مرتفعات قره باغ 2023
في 20 سبتمبر 2023، تم التوصل إلى اتفاق لوقف إطلاق النار ينهي الهجوم العسكري الأذربيجاني ضد جمهورية آرتساخ العرقية الأرمنية المعلنة ذاتيًا في مرتفعات قره باغ. وتوسطت في الاتفاق فرقة حفظ السلام الروسية المتمركزة في المنطقة منذ حرب مرتفعات قره باغ الثانية في عام 2020. وبموجب شروط الاتفاقية، تم حل جالقوات المسلحة الآرتساخية . قامت قوات حفظ السلام الروسية بإيواء 2261 شخصًا في معسكرهم الأساسي، منهم 1049 طفلًا.

## خلفية
كانت مرتفعات قره باغ منطقة متنازع عليها بين أذربيجان والأرمن العرقيين المحليين. وفي عام 1991، تشكلت جمهورية أرتساخ الأرمنية الانفصالية، المعروفة سابقًا باسم جمهورية مرتفعات قره باغ، هناك، لكن المنطقة ظلت معترفًا بها دوليًا كجزء من أذربيجان. وسرعان ما شكلت جمهورية آرتساخ جيشها الخاص، جيش الدفاع آرتساخ (ADA).
في 19 سبتمبر 2023، شنت أذربيجان هجومًا عسكريًا في المنطقة ضد القوات المسلحة الآرتساخية. وكانت ذرعية أذربيجان للهجوم هي حوادث ألغام أرضية سابقة في المنطقة: أدى انفجاران منفصلان إلى مقتل ستة أشخاص، وقتل آخر اثنين من موظفي إدارة الطرق السريعة الأذربيجانية، وقتل أربعة آخرون أثناء الرد على الحادث، كما أدى انفجار لغم آخر إلى مقتل أربعة جنود واثنين من المدنيين. وقالت المتحدثة باسم وزارة الخارجية الروسية ماريا زاخاروفا إنه تم إخطار قوات حفظ السلام الروسية قبل "دقائق قليلة" فقط من بدء الهجوم الأذربيجاني. أفادت وزارة الدفاع الأذربيجانية أن المواقع على الخطوط الأمامية ونقاط إطلاق النار العميقة وطويلة المدى لتشكيلات جيش الدفاع آرتساخ، فضلاً عن الأصول القتالية والمنشآت العسكرية، أصبحت عاجزة باستخدام أسلحة عالية الدقة.
في 20 سبتمبر، أفاد الجيش الآرتساخي أن القوات الأذربيجانية اخترقت خطوطه واستولت على عدة مرتفعات وتقاطعات طرق استراتيجية. وفي اليوم نفسه، دعا العقيد الأذربيجاني أنار إيفازوف، في مؤتمر صحفي في الصباح الباكر، القوات المحلية ذات الأصل الأرمني إلى إلقاء أسلحتها والاستسلام. وبعد ذلك بوقت قصير، قالت سلطات جمهورية آرتساخ إنها قبلت اقتراح قيادة فرقة حفظ السلام الروسية بشأن وقف إطلاق النار.

## الإتفاقية
تم التوصل إلى اتفاق وقف إطلاق النار في 20 سبتمبر 2023، الساعة 13:00 بتوقيت أذربيجان بموجب الشروط التالية: يقوم جيش الدفاع آرتساخ وجميع التشكيلات المسلحة الأرمنية في المنطقة بإلقاء أسلحتهم وترك المواقع القتالية والمواقع العسكرية ونزع سلاح جميع الوحدات بالكامل. إذا غادرت القوات المسلحة الأرمينية أراضي أذربيجان المعترف بها دولياً، فسيتم حل التشكيلات المسلحة العرقية الأرمنية مع التسليم المتزامن لجميع الأسلحة والمعدات الثقيلة، في حين سيتم ضمان تنفيذ هذه الشروط بالتنسيق مع وحدة حفظ السلام الروسية. أدى الاتفاق إلى حل جيش الدفاع آرتساخ بعد 31 عامًا، وهو تطور كبير في صراع مرتفعات قره باغ. على الرغم من أن شروط الاتفاقية نصت على الاستسلام الكامل، فقد تم وضعها على أنها وقف لإطلاق النار وليس إتفاقية استسلام ، في انتظار إبرام معاهدة سلام مستقبلية بين أذربيجان وأرمينيا.

### نزع السلاح
بحلول 26 سبتمبر 2023، استولت أذربيجان على 251308 قطعة ذخيرة، و1674 قطعة من المعدات، و909 أسلحة صغيرة وقنابل يدوية، و226 سلاحًا للدفاع الجوي ، و164 جهازًا بصريًا وغيرها، و75 مركبة غير مدرعة، و47 قطعة مدفعية، و22 مركبة مدرعة، و21 مقطورة. في 28 سبتمبر 2023، ضمت القائمة المحدثة 652,842 خرطوشة ، 6,653 قذيفة هاون، 2,722 قذيفة مدفع وهاوتزر، 2,627 قذيفة مدفع مضادة للطائرات، 2,266 قنبلة يدوية، 2,132 قطعة أخرى من الذخيرة، 2,076 معدات إمداد متنوعة، 1,368 قنبلة يدوية، 1,151 سلاحًا صغيرًا. و984 صاروخا و132 سلاح دفاع جوي و84 قاذفة قنابل و39 مدفع هاون و18 مدرعة وبعض المعدات الأخرى.

## ردود الفعل
وفي خطاب متلفز في وقت لاحق من يوم 20 سبتمبر، أعلن الرئيس الأذربيجاني إلهام علييف أن البلاد "استعادت سيادتها" على مرتفعات قره باغ بعد الهجوم، وحققت "الاستسلام الكامل" للقوات الأرمينية المحلية.
ونأى رئيس الوزراء الأرميني نيكول باشينيان بنفسه عن الاتفاق، قائلاً إن أرمينيا لم تشارك في صياغة وقف إطلاق النار وأن "أرمينيا ليس لديها قوات في مرتفعات قره باغ". ومع ذلك، قال باشينيان إنه يؤيد وقف إطلاق النار وإن استمراره "مهم للغاية". بدأت الاحتجاجات في يريفان، عاصمة أرمينيا، بسبب فشل الحكومة المزعوم في حماية العرق الأرمني، حيث طالب المتظاهرون باستقالة باشينيان.

## بعد
وافقت جمهورية آرتساخ في النهاية على حل نفسها بحلول 1 يناير 2024.